# Izidor Kürschner
Izidor "Dori" Kürschner (ur. 23 marca 1885 w Budapeszcie, Austro-Węgry, zm. 13 października 1941 w Rio de Janeiro, Brazylia) – węgierski piłkarz, grający na pozycji obrońcy, trener piłkarski.

## Kariera piłkarska

### Kariera klubowa
Występował w MTK Budapest FC.

### Kariera reprezentacyjna
W latach 1907–1911 bronił barw narodowej reprezentacji Węgier.

## Kariera trenerska
Rozpoczął karierę trenerską w 1918 roku w MTK Budapest FC, ale już rok później przeniósł się do Stuttgarter Kickers, w południowo-zachodniej części Niemiec. Tam przebywał przez dwa lata i zdobył w 1921 roku mistrzostwo Wirtembergii, które kwalifikowały klub do rozgrywek mistrzostw południowych Niemiec. Po tym sukcesie został zaproszony do 1. FC Nürnberg, z którym 12 czerwca 1921 obronił tytuł mistrza Niemiec pokonując 5-0 w finale Vorwärts 90 z Berlina. W następnym sezonie Bayern Monachium zatrudnił trenera jako następcę wielkiego Anglika Williama Townleya. Bayern zajął tylko drugie miejsce w mistrzostwach południowej Bawarii za lokalnym rywalem FC Wacker Monachium, a tym samym nie udało się zakwalifikować do turnieju krajowego. To pozwoliło Kürschnerowi ponownie kierować 1. FC Nürnberg w meczach play-off turnieju krajowego. Klub dwukrotnie zremisował w finale z Hamburger SV. Ogłoszono mistrzem klub z Hamburga, ale Niemiecki Związek Piłki Nożnej zadecydował, że tytuł mistrza kraju został nierozstrzygnięty.
W kolejnym sezonie 1922/23 trenował Eintracht Frankfurt. Następnie wyjechał na wiele lat do Szwajcarii. Jego pierwsza praca była w sezonie 1923/24 z Nordstern Bazylea, gdzie był pierwszym trenerem w historii klubu. Awansował z klubem do pierwszej ligi. W 1924 roku Kürschner razem z Teddy Duckworth i Jimmy Hoganem prowadził reprezentację Szwajcarii na igrzyskach olimpijskich w Paryżu. Dopiero w finale Szwajcarzy przegrali z Urugwajem. Wkrótce w tym samym roku, Kürschner został pierwszym trenerem w historii Schwarz-Weiß Essen w zachodnich Niemczech.
Od 1925 do 1934 roku pracował w Grasshopper Club. Trzy mistrzostwa kraju w 1927, 1928 i 1931 oraz cztery zwycięstwa w finale Pucharu Szwajcarii uczyniło go drugim najbardziej utytułowanym trenerem w historii tego klubu.
W marcu 1937 wyjechał do Rio de Janeiro i w ciągu miesiąca stał na czele CR Flamengo. 4 września 1938 po przegranym 0-2 meczu Campeonato Carioca z CR Vasco da Gama. Wywołało to kryzys i doprowadziło do niemal natychmiastowym zwolnieniu Kürschnera.
Potem do 1940 trenował Botafogo F.R.
13 października 1941 roku zmarł w wieku 56 lat w Brazylii, prawdopodobnie na infekcję wirusową.